# Alfred Kipketer
Alfred Kipketer (ur. 26 grudnia 1996) – kenijski lekkoatleta, specjalista od biegów na 800 metrów.
W 2013 w Doniecku został mistrzem świata juniorów młodszych. Złoty medalista IAAF World Relays 2014. W tym samym roku stanął na najwyższym stopniu podium juniorskich mistrzostw świata w Eugene. Ósmy zawodnik biegu na 800 metrów podczas mistrzostw świata w Pekinie (2015). Rok później był siódmy na igrzyskach olimpijskich w Rio de Janeiro. W 2017 zdobył srebrny medal IAAF World Relays.
Rekord życiowy: 1:42,87 (27 sierpnia 2016, Saint-Denis).

## Osiągnięcia
| Rok  | Impreza                               | Miejsce        | Konkurencja             | Lokata     | Wynik   |
| ---- | ------------------------------------- | -------------- | ----------------------- | ---------- | ------- |
| 2013 | Mistrzostwa świata juniorów młodszych | Donieck        | bieg na 800 metrów      | 1. miejsce | 1:48,01 |
| 2014 | IAAF World Relays                     | Nassau         | sztafeta 4 × 800 metrów | 1. miejsce | 7:08,40 |
| 2014 | Mistrzostwa świata juniorów           | Eugene         | bieg na 800 metrów      | 1. miejsce | 1:43,95 |
| 2015 | Mistrzostwa świata                    | Pekin          | bieg na 800 metrów      | 8. miejsce | 1:47,66 |
| 2016 | Igrzyska olimpijskie                  | Rio de Janeiro | bieg na 800 metrów      | 7. miejsce | 1:46,02 |
| 2017 | IAAF World Relays                     | Nassau         | sztafeta 4 × 800 metrów | 2. miejsce | 7:13,70 |